# War Doctor
(Parole pronunciate dal War Doctor durante la sua prima apparizione)
Il War Doctor (letteralmente Dottore Guerriero, reso anche come
Dottore della Guerra ) è un'incarnazione del Dottore, protagonista della serie di fantascienza della BBC Doctor Who. È interpretato dall'attore inglese John Hurt. Sebbene preceda il Nono Dottore di Christopher Eccleston nella cronologia immaginaria della serie, la sua prima apparizione avviene otto anni dopo quella di Eccleston; il War Doctor è stato creato a posteriori dallo showrunner Steven Moffat in occasione del 50º anniversario della serie.
Nella serie, il Dottore è un alieno centenario, Signore del Tempo del pianeta Gallifrey, che viaggia nel tempo e nello spazio nel suo TARDIS, spesso con dei compagni. Quando il Dottore è gravemente ferito, può rigenerare il suo corpo, ottenendo un nuovo aspetto fisico e con esso una nuova personalità. Questo espediente narrativo ha fatto sì che diversi attori abbiano interpretato diverse incarnazioni del Dottore durante il lungo corso della serie.
Il War Doctor, che non viene esplicitamente chiamato così negli episodi in cui appare, viene introdotto come una nuova incarnazione del Dottore che ha combattuto nella Guerra del tempo. È stato generato appositamente dall'Ottavo Dottore, interpretato da Paul McGann, con lo scopo di prendere le armi e diventare un guerriero; accettando il proprio dovere, il War Doctor ha rinnegato il titolo di "Dottore", e dopo la fine della guerra è visto con disprezzo dalle sue successive incarnazioni, che riprendono il normale titolo con cui il personaggio è conosciuto. Nel 50º anniversario Il giorno del Dottore, tuttavia, l'Undicesimo Dottore interpretato da Matt Smith cambia opinione su questa incarnazione dopo aver rivisitato gli ultimi momenti della guerra.
Originariamente, Moffat intendeva dare questo ruolo al Nono Dottore; tuttavia, era abbastanza certo che Christopher Eccleston avrebbe declinato di riprendere la parte, e infatti rifiutò. Avendo anche delle riserve nel rendere l'Ottavo Dottore di Paul McGann l'incarnazione che pose fine alla guerra, creò una nuova incarnazione passata del Dottore mai vista prima, che gli ha permesso più libertà nello scrivere la storia, riconoscendo che il successo di ciò sarebbe dipeso dalla possibilità di trovare un attore importante.

## Apparizioni
La prima apparizione del War Doctor avviene nel finale della puntata Il nome del Dottore della settima stagione, in cui l'Undicesimo Dottore (Matt Smith) e la compagna Clara Oswald (Jenna-Louise Coleman) sono intrappolati nella linea temporale del Dottore. Clara, che credeva di aver visto tutte le facce del Dottore, non ne riconosce una. Il Dottore (Smith) le dice che si tratta di un'altra versione di se stesso, ma che ha perso il diritto di chiamarsi Dottore; quando la sagoma dichiara di aver fatto ciò che ha fatto "perché non avevo scelta [...] in nome della pace e del buon senso", il Dottore afferma che tale personaggio non ha fatto tale scelta nel nome del Dottore: l'anziana figura si volta per osservare tristemente l'Undicesimo Dottore e Clara allontanarsi.
Le origini del War Doctor sono narrate nel mini-episodio La notte del Dottore, ambientato durante la Guerra del tempo nominata nella serie. Dopo che l'Ottavo Dottore (Paul McGann) muore nello schianto di un'astronave mentre cercava di salvare una donna innocente, che rifiuta il suo aiuto perché considera i Signori del Tempo e i Dalek equamente nemici a causa della distruzione da loro provocata durante la guerra, è temporaneamente riportato in vita da La Sorellanza di Karn (The Brain of Morbius) e esortato a prendere posizione e partecipare alla guerra. Gli viene offerto un elisir progettato per innescare una rigenerazione di sua scelta. Ritenendo che l'universo non abbia più bisogno di un dottore, richiede di diventare un guerriero. Dopo essersi rigenerato nel War Doctor, ripudia il nome del Dottore, tramite le prime parole della nuova incarnazione "Doctor no more".

Il War Doctor (in primo piano) insieme alle sue future incarnazioni

Durante l'episodio speciale del 50º anniversario Il giorno del Dottore, il War Doctor, molto invecchiato per aver combattuto nella Guerra del tempo per molti anni, ruba la superarma chiamata "il Momento" con l'intento di annientare tutti i combattenti della guerra, sia nemici sia innocenti abitanti del suo pianeta natale Gallifrey. Il Momento, tuttavia, è dotato di una coscienza senziente, che richiede all'utilizzatore di giustificare moralmente il proprio utilizzo, e interagisce col Dottore nella forma della sua futura compagna Rose Tyler (Billie Piper). Pur riconoscendo di poter fare ciò che il Dottore le chiede, induce il War Doctor a incontrare le sue future incarnazioni, il Decimo e l'Undicesimo Dottore (David Tennant e Matt Smith), in modo da rendersi conto della tristezza e del rimorso che hanno dovuto sopportare in seguito alla sua scelta. Dopo aver aiutato le sue future incarnazioni a impedire la distruzione di Londra e la conquista della Terra da parte degli Zygon, il War Doctor giunge alla conclusione di dover distruggere Gallifrey, poiché il fuoco che accenderà servirà per forgiare Dottori migliori. Il Decimo e l'Undicesimo Dottore, però, viaggiano indietro nel tempo per attivare il Momento assieme a lui, riconoscendo al War Doctor il merito di essere stato "il Dottore in un giorno in cui non era possibile fare la cosa giusta". Grazie anche all'interfaccia del Momento, che mostra loro una visione dell'orrore e della distruzione durante la Caduta di Arcadia, l'ultima battaglia in cui il War Doctor ha combattuto, e l'aiuto di Clara, che ricorda loro la promessa fatta nello scegliere il proprio nome, alla fine i Dottori concludono che la perdita di vite umane causata dall'uso del Momento è qualcosa che non possono accettare. Uniscono quindi le loro forze, e, con l'aiuto delle varie incarnazioni precedenti del Dottore, fanno il tentativo di salvare Gallifrey congelandolo in un momento del tempo, creando l'illusione della distruzione del pianeta. I Dalek vengono ingannati con successo a far fuoco l'un l'altro, annientandosi a vicenda. Il War Doctor accetta che, dopo essere tornato nella sua linea temporale, dimenticherà le sue eroiche gesta e dovrà convivere con la falsa convinzione di aver ucciso il suo stesso popolo. Dopo aver ringraziato le sue future incarnazioni per averlo aiutato a diventare "il Dottore di nuovo", giunto all'interno del suo TARDIS, inizia a rigenerarsi, sorridendo pacificamente. In Il tempo del Dottore viene menzionato che la sua esistenza è uno dei due motivi per cui il Dottore, nonostante si definisca "l'Undicesimo", è tecnicamente alla sua tredicesima incarnazione. 
Il War Doctor appare, tramite un filmato d'archivio, nell'episodio del 2014 Ascolta. Nell'episodio viene svelato che il fienile in cui il War Doctor si reca per attivare il Momento era la sua casa d'infanzia. Sempre attraverso scene di Il giorno del Dottore, appare ne L'invasione degli Zygon, in cui si apprende che la pace che aveva orchestrato con l'aiuto delle sue future incarnazioni ha portato 20 milioni di Zygon ad abitare sulla Terra camuffati da umani, come parte di una difficile tregua. In Piegato dall'Inferno viene citato da un soldato di Gallifrey che "Il Dottore della Guerra" era conosciuto per andare in battaglia disarmato. 
Immagini di lui sono visibili in I mariti di River Song, C'era due volte, I bambini senza tempo.

## Aspetto e personalità

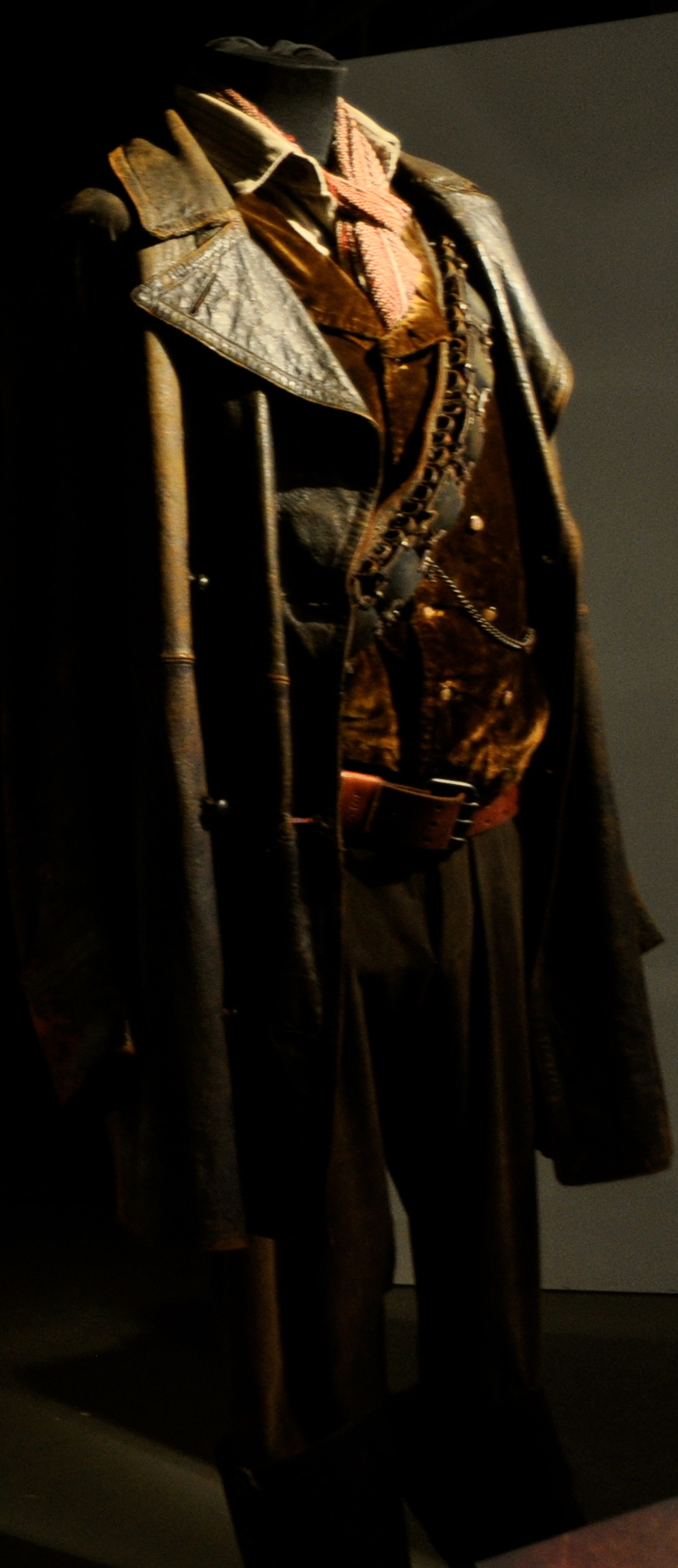
Il vestito del War Doctor esposto alla Doctor Who Experience a Cardiff.

Dopo la sua rigenerazione in La notte del Dottore, il War Doctor era inizialmente un uomo giovane con occhi marroni e capelli castani disordinati; alla fine del Guerra del Tempo tuttavia, il suo aspetto è notevolmente invecchiato avendo una barba bianca e capelli argentati (tanto che l'Undicesimo Dottore l'ha chiamato scherzosamente "Nonno"). Quando ha iniziato a rigenerarsi, ha sperato che le sue orecchie fossero state "meno evidenti". Nelle sue apparizioni televisive, indossa un cappotto di pelle marrone, simile al cappotto di pelle nera del Nono Dottore, sopra un gilet marrone scuro simile a quello indossato dall'Ottavo Dottore. Il costumista Howard Burden ha affermato che il personaggio di Hurt rappresenta un Dottore oscuro, esistente tra l'ottava e la nona incarnazione del Dottore.
Usa un nuovo cacciavite sonico con una luce rossa, simile a quello usato dal Terzo e Quarto Dottore. Indossa una bandoliera originariamente appartenente a Cass (interpretata da Emma Campbell-Jones), una giovane pilota che muore dopo aver rifiutato l'aiuto del Dottore.
Sebbene sia ricordato con disprezzo dalle sue successive incarnazioni, il War Doctor è in realtà un uomo stanco dalla guerra combattuta da secoli e dalle sue sofferenze, definendosi lui stesso indegno dell'essere chiamato "Dottore" a causa delle sue azioni, tanto che non pensava di sopravvivere dopo aver utilizzato il Momento. Nonostante si presenti come un uomo burbero e irascibile, ha ancora un certo senso dell'umorismo e non tollera la morte di innocenti, essendo alquanto riluttante nel causare il genocidio non solo dei Dalek ma anche dei Signori del Tempo, inclusi migliaia di bambini, pur sapendo che era il solo modo per porre fine alla guerra. 
È inizialmente critico nei confronti del Decimo e Undicesimo Dottore, a causa della loro estrema giovinezza, ed è in particolare infastidito dal linguaggio infantile dell'Undicesimo. Dopo averli visti cooperare insieme per organizzare la pace fra umani e Zygon, la sua opinione su di loro è migliorata, ringraziandoli per averlo aiutato a non causare la morte della loro stessa razza, e dicendo che è stato per lui "un onore e un privilegio" averli incontrati.

## Altri media
Il War Doctor appare nel romanzo della BBC Engines of War di George Mann. Il romanzo descrive in dettaglio gli eventi che hanno portato alla decisione del dottore di far detonare il Momento, come visto ne Il giorno del Dottore, compresa la sua decisione di agire contro il risorto Rassilon e la morte di una temporanea compagna, mentre cerca di fermare il piano di un Dalek di creare un'arma che potrebbe cancellare Gallifrey dalla storia. Il War Doctor appare, assieme ad altre incarnazioni del Dottore, nella raccolta del 2014 The Shakespeare Notebooks. La parte in cui compare il War Doctor è intitolata "A Prologue", che sarebbe un racconto romanzato della Guerra del Tempo scritto da William Shakespeare. Un'ulteriore storia in prosa intitolata "The Stranger" è stata pubblicata nel 2015 come parte di Heroes and Monsters Collection.
Nel maggio 2015, è stato annunciato da Titan Books che il War Doctor avrebbe partecipato assieme al Decimo, Undicesimo e Dodicesimo Dottore nella miniserie crossover Four Doctors. Questa è la seconda apparizione del War Doctor nei fumetti, precedentemente aveva fatto un cameo in Dead Man's Hand di IDW. Il War Doctor appare nella prima uscita, in un flashback. Il War Doctor - assieme alla sua compagna, the Squire - appare anche in una serie di flashbacks nel secondo anno della serie di fumetti di Titan sull'Undicesimo Dottore, che narra del processo subito dal Dottore per un crimine che si ritiene abbia commesso in una sua precedente incarnazione. Il War Doctor diventa di fatto l'incarnazione principale nelle storie The Organ Grinder and Kill God, con l'Undicesimo Dottore assente da gran parte delle storie, mentre la compagna Alice viaggia indietro nella Guerra del tempo per aiutare a organizzare gli eventi che l'Undicesimo Dottore sta vivendo nel 'presente', la crisi si conclude con Alice che ritorna alla sua era e il suo ricordo cancellato dalla memoria del War Doctor per preservare la storia.
Il War Doctor, assieme alle altre dodici incarnazioni, appare nel videogioco del 2015 Lego Dimensions, doppiato usando spezzoni di dialogo degli episodi di John Hurt. Il War Doctor appare anche come un personaggio giocabile nel gioco per dispositivi mobili Doctor Who Legacy.

### Audiodrammi
Nell'ottobre 2015 è stata annunciata la produzione, da parte di Big Finish Productions, di una serie audio sul War Doctor interpretato da John Hurt. La quarta e ultima serie, Casualties of War, è stata pubblicata il 23 febbraio 2017, un mese dopo la morte di Hurt. Quest'ultima serie vede il ritorno di una vecchia compagna, Leela (Louise Jameson).
- Only the Monstrous (2015)
  - The Innocent
  - The Thousand Worlds
  - The Heart of the Battle
- Infernal Devices (2016)
  - Legion of the Lost
  - A Thing of Guile
  - The Neverwhen
- Agents of Chaos (2016)
  - The Shadow Vortex
  - The Eternity Cage
  - Eye of Harmony
- Casualties of War (2017)
  - Pretty Lies
  - The Lady of Obsidian
  - The Enigma Dimension